# Launaea cabrae
Launaea cabrae là một loài thực vật có hoa trong họ Cúc. Loài này được (De Wild.) N.Kilian mô tả khoa học đầu tiên năm 1997.